# 河合村立元田小学校
河合村立元田小学校 （かわいそんりつ げんだしょうがっこう）は、かつて岐阜県吉城郡河合村（現・飛騨市河合町）に存在した公立小学校。

## 概要
- 吉城郡河合村の西部（元田・天生・保・舟原など）が校区であった。1983年、角川小学校[注釈 2]に統合され、廃校。
- 校舎は取り壊されたが、体育館は2018年現在、元田体育館として使用されている。また、跡地内には1923年（大正12年）に設置された飛越地震の慰霊碑がある[注釈 3][1]。

## 沿革
元田小学校は1902年に設置された羽根尋常小学校元田分教場が起源である。
- 1902年（明治35年） - 元田に羽根尋常小学校元田分教場を設置。設置時の校区は元田・天生など。
- 1927年（昭和2年） - 元田尋常小学校となり、独立。
- 1939年（昭和14年） - 元田尋常高等小学校に改称する。
- 1941年（昭和16年）4月1日 - 元田国民学校に改称する。
- 1947年（昭和22年）4月1日 - 河合村立元田小学校に改称する。河合中学校元田分校を併設。
- 1948年（昭和23年）4月 - 河合中学校元田分校が元田中学校として独立。元田小学校に併設される。
- 1962年（昭和37年）4月 - 河合村内の中学校の統合により元田中学校が廃校。元田小学校は単独校となる。
- 1969年（昭和44年）4月 - 保小学校を統合する。保小学校の分校（横谷分校、舟原分校）は元田小学校に移管され、保小学校は元田小学校保分校となる。
- 1970年（昭和45年）3月 - 横谷分校を廃止。
- 1971年（昭和46年）3月 - 保分校を廃止。保分校の校舎は元田小学校に移築される。
- 1973年（昭和48年）3月 - 舟原分校を廃止。
- 1983年（昭和58年）3月 - 角川小学校に統合され、廃校。